# Kod bijelog konja
Kod bijelog konja (izdana 1961.) je kriminalistički roman Agathe Christie s Ariadne Oliver u glavnoj ulozi.

## Radnja
Svećenik je pozvan da ispovjedi jednu ženu koja umire. Na putu prema svojoj kući, nešto kasnije, ubijen je. Jedini trag je popis naizgled nepovezanih imena nađen na njegovom tijelu. Kada Mark Easterbrook počinje riješavati ovu zagonetku, on otkriva vezu između ljudi s liste i kobnog događaja...